# Tepechicotlán
Tepechicotlán är en ort i Mexiko.   Den ligger i kommunen Chilpancingo de los Bravo och delstaten Guerrero, i den södra delen av landet, 220 km söder om huvudstaden Mexico City. Tepechicotlán ligger 1 042 meter över havet och antalet invånare är 1 480.
Terrängen runt Tepechicotlán är huvudsakligen kuperad, men åt sydost är den bergig. Tepechicotlán ligger nere i en dal. Runt Tepechicotlán är det glesbefolkat, med 15 invånare per kvadratkilometer. Närmaste större samhälle är Chilpancingo de los Bravo, 12,1 km nordväst om Tepechicotlán. I omgivningarna runt Tepechicotlán växer huvudsakligen savannskog.